# Rubén Salazar Gómez

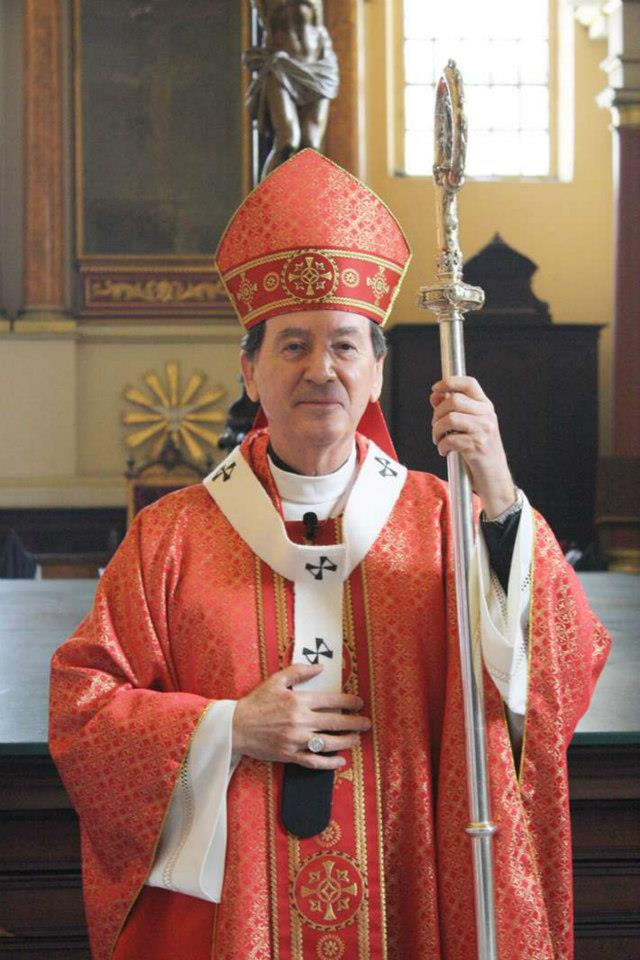
Kardinal Salazar Gómez (2013)

Kardinalswappen

Erzbischofswappen

Rubén Darío Kardinal Salazar Gómez (* 22. September 1942 in Bogotá) ist ein kolumbianischer römisch-katholischer Geistlicher und emeritierter Erzbischof von Bogotá sowie ehemaliger Primas der römisch-katholischen Kirche von Kolumbien. Er war von 2015 bis 2019 Präsident des Lateinamerikanischen Bischofsrates CELAM.

## Leben
Rubén Salazar Gómez studierte Philosophie und Katholische Theologie am Priesterseminar von Ibagué. Er absolvierte an der Päpstlichen Universität Gregoriana in Rom ein Lizenziatsstudium im Fach Dogmatik und am Päpstlichen Bibelinstitut ein Lizenziatsstudium im Fach Biblische Exegese. Salazar Gómez empfing am 20. Mai 1967 das Sakrament der Priesterweihe für das Erzbistum Ibagué.
1967 wurde Rubén Salazar Gómez Spiritual und Professor am Colegio Tolimense in Ibagué und 1968 wurde er zudem Kaplan in der Pfarrei Nuestra Señora del Perpetuo Socorro in Ibagué. Von 1987 bis 1990 war Salazar Gómez als Direktor des nationalen Sekretariats für die soziale Pastoral der Kolumbianischen Bischofskonferenz tätig. 1990 wurde Rubén Salazar Gómez Pfarrer der Pfarrei Nuestra Señora de Chiquinquirá in Ibagué und Bischofsvikar für die Pastoral.
Am 11. Februar 1992 ernannte ihn Papst Johannes Paul II. zum Bischof von Cúcuta. Die Bischofsweihe spendete ihm am 25. März desselben Jahres der Apostolische Nuntius in Kolumbien, Erzbischof Paolo Romeo; Mitkonsekratoren waren der Erzbischof von Ibagué, José Joaquín Flórez Hernández, und der Erzbischof von Cali, Pedro Rubiano Sáenz. Als Wahlspruch wählte er Tunc dixi ecce venio („Dann sagte ich: Ja, ich komme.“ – Ps 39,8 in der Vulgata = Ps 40,8 der hebräischen Bibel). Am 18. März 1999 ernannte ihn Papst Johannes Paul II. zum Erzbischof von Barranquilla. Papst Benedikt XVI. ernannte ihn am 8. Juli 2010 zum Erzbischof von Bogotá und damit zum römisch-katholischen Primas von Kolumbien. Die Amtseinführung fand am 13. August desselben Jahres statt. 
Im Konsistorium vom 24. November 2012 nahm ihn Benedikt XVI. als Kardinalpriester mit der Titelkirche San Gerardo Maiella in das Kardinalskollegium auf. Nach dem Rücktritt Benedikts XVI. nahm er am Konklave 2013 teil, das Papst Franziskus wählte.
Von 2008 bis 2014 war Rubén Salazar Gómez zudem Präsident der Kolumbianischen Bischofskonferenz. Die Bischöfe Lateinamerikas und der Karibik wählten ihn am 13. Mai 2015 in Santo Domingo für die Amtszeit von 2015 bis 2019 zum Präsidenten des Lateinamerikanischen Bischofsrates CELAM.
Rubén Salazar Gómez wurde am 25. Mai 2011 durch Kardinal-Großmeister John Patrick Foley mit dem Rang eines Komturs mit Stern in den Ritterorden vom Heiligen Grab zu Jerusalem investiert. 2012 erfolgte die Ernennung zum Großkreuzritter durch Kardinal-Großmeister Edwin Frederick O’Brien.
Am 25. April 2020 nahm Papst Franziskus seinen altersbedingten Rücktritt an.

## Positionen
Beim Anti-Missbrauchsgipfel im Vatikan kritisierte Rubén Salazar Gómez „klerikale Ausreden und Abwehrstrategien“. Die Feinde der Kirche kämen nicht von außen, sondern von innen. Der Kardinal lobte gleichzeitig die Rolle der Medien bei der Aufklärung sexueller Straftaten von Geistlichen. Eine der Sünden der Kirchenhierarchie sei es gewesen, nicht zuzuhören oder zu behaupten, den Missbrauchsopfern gehe es nur um finanzielle Entschädigung. Um als Kirche zu einer Ausrottung der „weltweiten Kultur des sexuellen Missbrauchs“ beitragen zu können, brauche es „heiligere Priester und Ordensleute“ und ein „heiligeres Gottesvolk“.

## Mitgliedschaften
- Kongregation für die Bischöfe (ab 2013)
- Kardinalskommission der Güterverwaltung des Apostolischen Stuhls